# Pleurothallis filiformis
Pleurothallis filiformis är en orkidéart som beskrevs av Célestin Alfred Cogniaux. Pleurothallis filiformis ingår i släktet Pleurothallis och familjen orkidéer. Inga underarter finns listade i Catalogue of Life.

## Bildgalleri

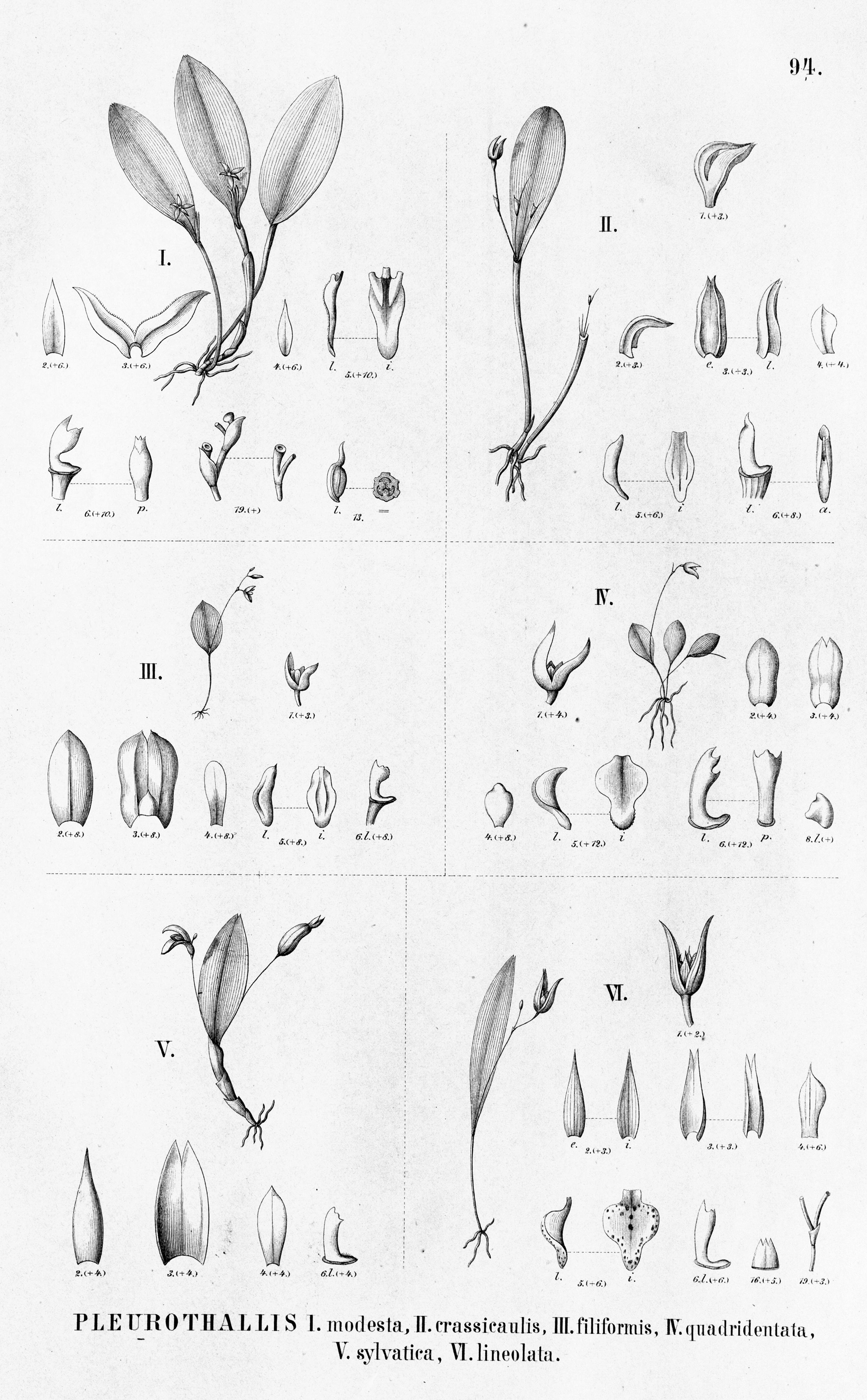